# داني تايلر
داني تايلر (بالإنجليزية: Dani Tyler)‏ هي لاعبة كرة لينة أمريكية، ولدت في 23 أكتوبر 1974 في ريفر فورست في الولايات المتحدة.

## وصلات خارجية
- داني تايلر على موقع أوليمبيديا (الإنجليزية)